# Сарсадских, Наталия Николаевна
Ната́лия Никола́евна Сарса́дских (9 [22] января 1916, Петроград — 26 апреля 2013, Санкт-Петербург) — советский геолог, кандидат геолого-минералогических наук, автор методики поиска кимберлитовых трубок, заслуженный геолог Республики Саха (Якутия).

## Биография
Родилась 9 января 1916 года в Петрограде в семье горного инженера.
В 1938 году окончила геолого-почвенный факультет Ленинградского государственного университета по специальности «Геохимия» и по распределению была направлена на работу в Соликамский гидроузел на должность минералога.
Когда началась Великая Отечественная война, Наталия Николаевна вместе с мужем Александром Александровичем Кухаренко была эвакуирована на Урал, где они были включены в состав Уральской алмазной экспедиции, которая в этот период вела поиски россыпных месторождений алмаза, являвшегося сырьём стратегического значения. На Урале Наталия Сарсадских проработала до 1944 года.
После войны в СССР начались усиленные поиски месторождений алмазов. В Москве был организован специализированный Союзный трест № 2, которому подчинялись несколько крупных стационарных экспедиций. Тогда же в Ленинграде была создана Центральная экспедиция, объединившая ленинградских геологов, специализировавшихся на поиске алмазов и проводившая тематические работы по всему СССР. Наталия Сарсадских была назначена заведующей шлихо-минералогической лабораторией Центральной экспедиции.
В 1950 году предложила составление шлиховой карты Сибирской платформы, целью которой было выявление минералогических критериев поисков алмазов. Работа была сосредоточена в Вилюйском районе Якутской АССР, который тогда считался наиболее перспективным. После трёх полевых сезонов к весне 1953 года Наталия Сарсадских собрала и изучила шлихи из рыхлых отложений и из дробленых коренных пород. В результате она определила, что район верхнего течения реки Мархи является наиболее благоприятным для поисков пиропов (минералов — спутников алмаза).
В 1953 году проводила полевые работы вместе со своей помощницей — геологом Ларисой Анатольевной Гринцевич-Попугаевой. При просмотре шлихов ещё в поле Наталия Николаевна обнаружила незнакомый ей минерал, который удалось определить только после обращения за консультацией к Александру Кухаренко, в то время доценту кафедры минералогии ЛГУ. Сравнив минерал, найденный в Якутии, с образцами пиропов из Южной Африки, хранившимися в минералогическом музее университета ещё с дореволюционных времен, он сделал заключение, что этот минерал также является пиропом из кимберлита.
Таким образом, в результате тематических работ в 1953 году был разработан шлиховой метод поисков месторождений алмаза по пиропу. Однако трест деньги на поиски кимберлитов выделить отказался, и тогда Иван Иванович Краснов, возглавлявший в то время Тунгусско-Ленскую экспедицию ВСЕГЕИ, предложил перевести одного человека в его штат. Сарсадских сама летом 1954 года поехать в поле не могла (у неё в феврале родилась дочь), поэтому отправила вместо себя Ларису Гринцевич-Попугаеву.
Метод пироповой съёмки, разработанный Наталией Сарсадских, привёл Гринцевич-Попугаеву к историческому открытию. 21 августа 1954 года на левом берегу реки Дьяхи Лариса Попугаева и рабочий Федор Беликов открыли кимберлитовую трубку «Зарница». Это было первое в СССР коренное месторождение алмазов, с которого фактически началась вся алмазодобывающая промышленность Якутии.
Под предлогом того, что все материалы о поиске алмазов являются секретными, Ларису Гринцевич-Попугаеву заставили передать их в местную Амакинскую экспедицию, базировавшуюся в п. Нюрбе. Кроме того, её вынудили перейти в штат этой экспедиции, и приехавшим в Нюрбу корреспондентам было заявлено, что первое коренное месторождение алмазов в стране открыла геолог Лариса Попугаева из Амакинской экспедиции. После сложных переговоров Наталии Сарсадских с трестом Ларисе Гринцевич-Попугаевой отдали полевые материалы, и она смогла вернуться в Ленинград. Эти материалы были обработаны Сарсадских и Гринцевич-Попугаевой, по результатам работы был написан совместный отчёт.
В связи с открытием первого коренного месторождения алмазов Н. Н. Сарсадских и Л. А. Попугаева в 1957 году были представлены к Ленинской премии, однако их фамилии были вычеркнуты из списка, и они были награждены орденами: Н. Н. Сарсадских — орденом Трудового Красного Знамени, а Л. А. Попугаева — орденом Ленина. Кроме того, в 1970 году Попугаевой было присвоено звание «Первооткрыватель месторождения», а о заслугах Наталии Сарсадских забыли и не вспоминали много лет.
Справедливость, однако, всё же восторжествовала: в 1990 году (только через 36 лет после открытия) Сарсадских вручили диплом и знак первооткрывателя.
15 июня 1992 года алмазу весом 72,85 карата было присвоено имя «Наталия Сарсадских».
После открытия «Зарницы» геологами различных экспедиций с применением разработанного под руководством Сарсадских пиропового метода в Якутии были открыты крупнейшие месторождения алмаза: кимберлитовые трубки «Мир», «Удачная», «Айхал», «Юбилейная» и многие другие. При открытии ряда месторождений, в том числе трубки «Интернациональная», пироповый метод использовался в комплексе с геофизическими методами.
Большая часть трудовой деятельности Н. Н. Сарсадских связана со Всесоюзным научно-исследовательским геологическим институтом им. А. П. Карпинского, где она работала с 1956 года (после передачи Центральной экспедиции в ведение ВСЕГЕИ) в должности начальника тематических партий, а затем — старшего научного сотрудника отдела геологии Сибири. После окончания в 1957 году темы «Составление шлиховой карты Сибирской платформы» Сарсадских первой из советских геологов занялась изучением кимберлитов (ей принадлежат первые описания этих пород) и ультраосновных включений в них. Сарсадских пришла к заключению, что алмазы кристаллизуются не из кимберлитовой магмы, которая генерируется в глубинных очагах и является лишь транспортёром алмазов. Выводы, сделанные ею об образовании алмазов и кимберлитов и о строении верхней мантии, в настоящее время разделяет большинство исследователей.
Наталия Сарсадских являлась крупным специалистом в области сравнительного изучения вещественного состава алмазоносных и неалмазоносных кимберлитовых трубок с целью прогнозирования месторождений и выявления их генезиса. Неоднократно Н. Н. Сарсадских привлекалась в качестве эксперта и консультанта при поисках алмазов в Архангельской области, на Кольском полуострове, в республике Коми. Она воспитала несколько десятков учеников, которые затем работали по поискам алмазов в различных регионах России и за рубежом.
Наталия Николаевна Сарсадских умерла в 97-летнем возрасте 26 апреля 2013 года в Санкт-Петербурге.

## Награды и звания
- 1945 — медаль «За доблестный труд в Великой Отечественной войне»
- 1950 — медаль «За трудовое отличие»
- 1957 — орден Трудового Красного Знамени
- 1979 — медаль «Ветеран труда»
- 1990 — знак «Первооткрыватель месторождения»
- 1994 — Звание «Почётный гражданин города Удачного»[2].
- 2005 — Заслуженный геолог Республики Саха (Якутия)
- 2013 — За выявления месторождения алмазов «Трубка Удачная» в Республике Саха (Якутия) награждена нагрудным знаком «Первооткрыватель месторождения» (2013)[3][4].